# Rybářská bašta (Budapešť)
Rybářská bašta (maďarsky Halászbástya) je neogotická a místy neorománská stavba v Budapešti.

## Popis
Bašta (ačkoli není jasné její pojmenování, protože město nikdy nebránila) se nachází v Budíně, na pravém břehu Dunaje na Hradním vrchu Várhegy. Rybářská bašta byla navržena architektem Frigyes Schulekem a postavena v letech 1895-1902. Rekonstrukční práce po druhé světové válce vedl jeho syn János Schulek.
V blízkosti stavby stojí jezdecká socha svatého Štěpána (Szt. István), novogotický tzv. Matyášův chrám zasvěcený Panně Marii a hotel Hilton.

## Galerie

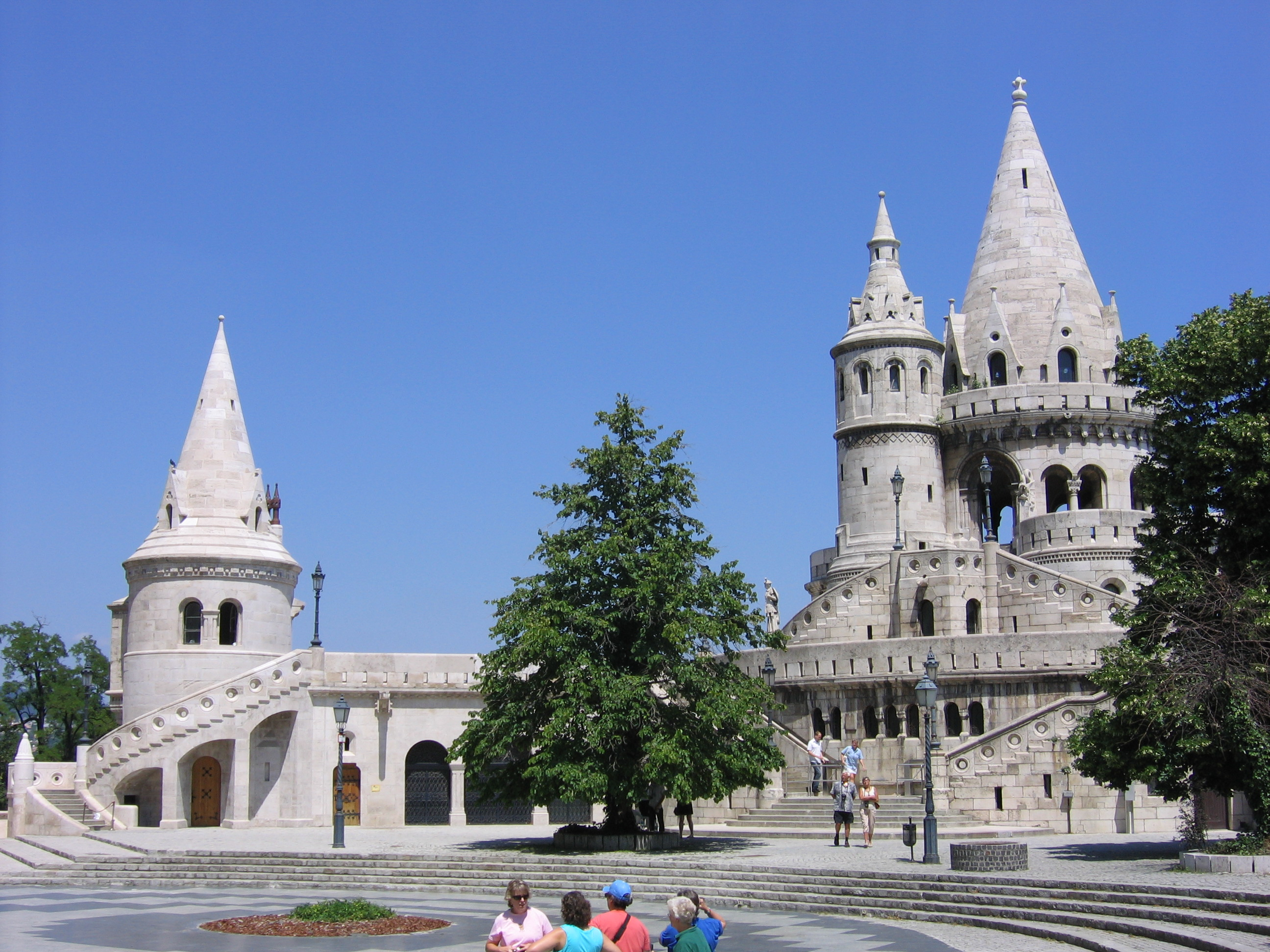
Rybářská bašta
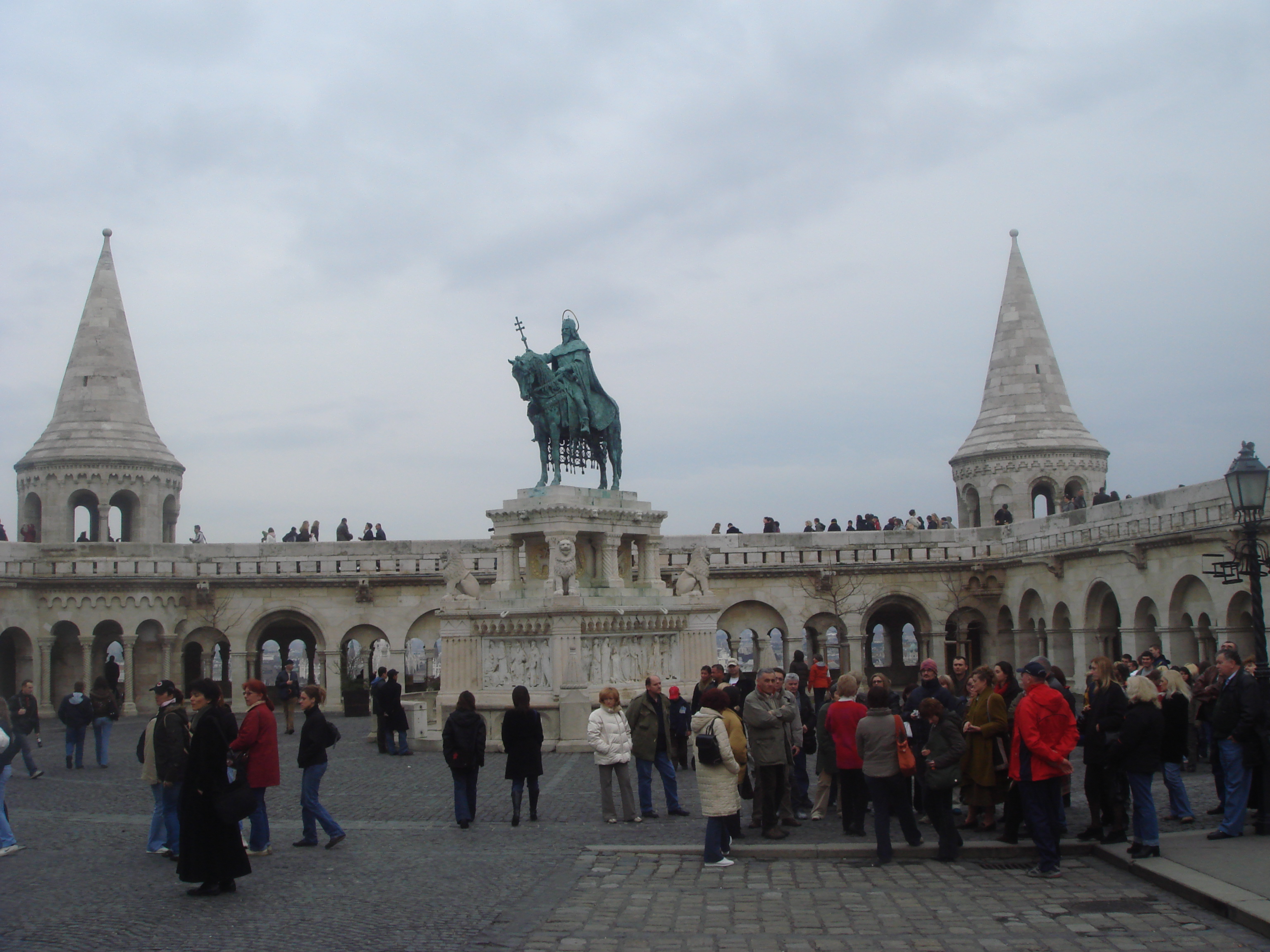
Rybářská bašta a socha sv. Štěpána
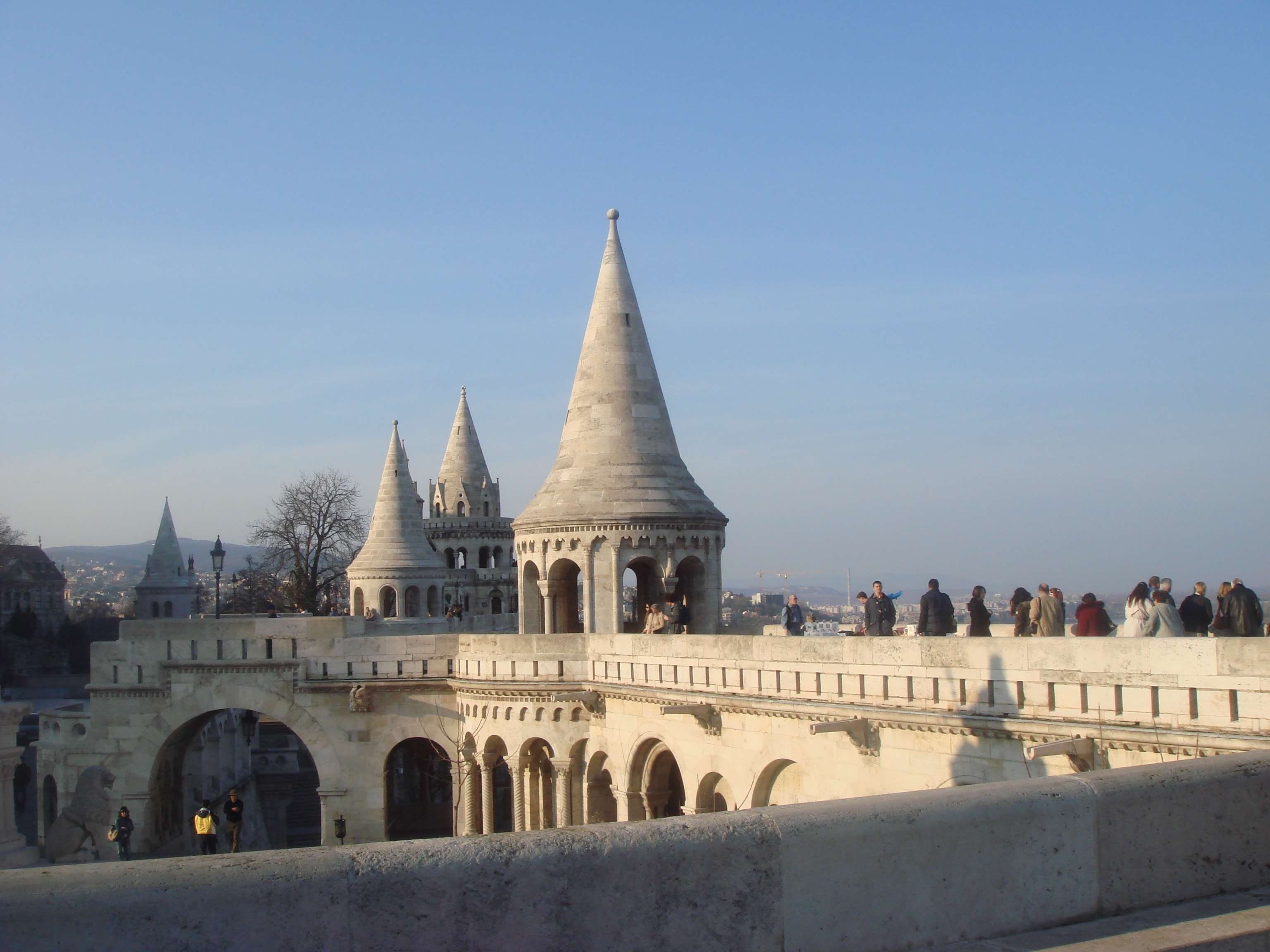
Na Rybářské baště
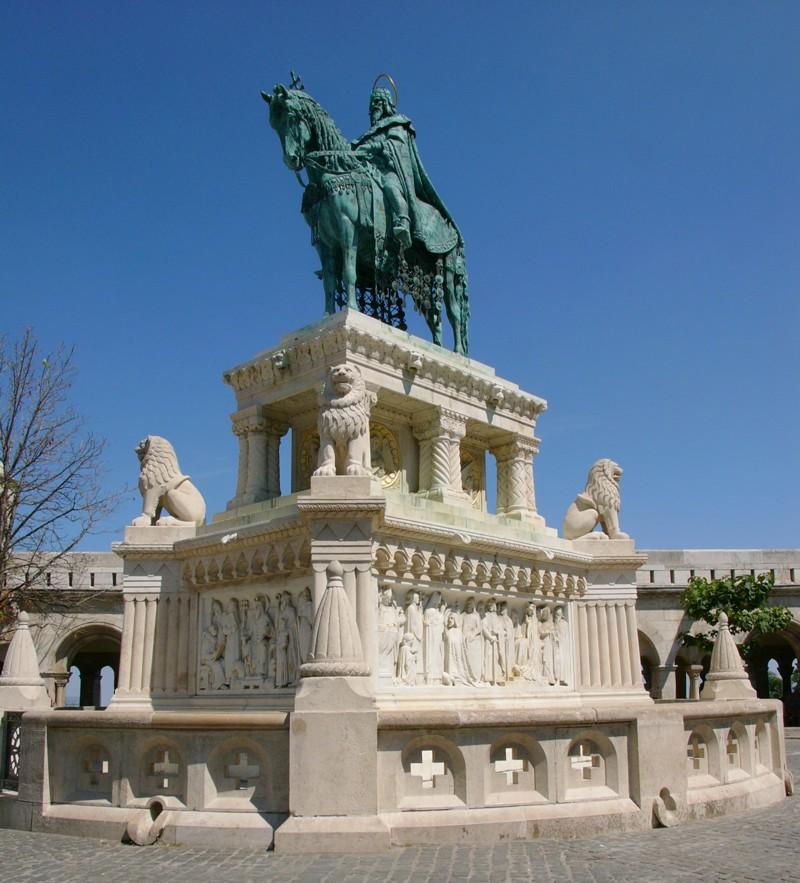
Socha sv. Štěpána
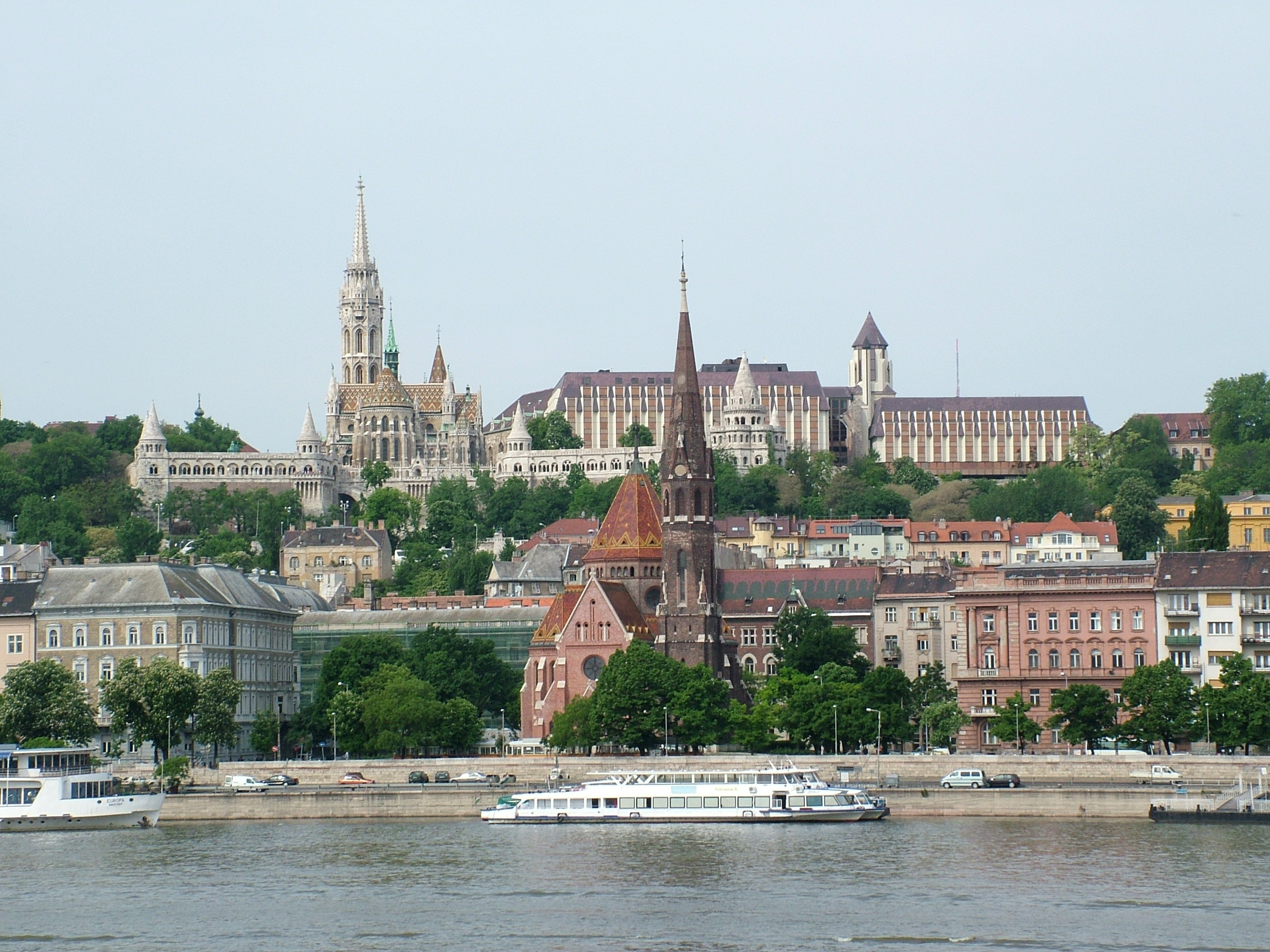
Rybářská bašta a Matyášův chrám z pešťského břehu Dunaje
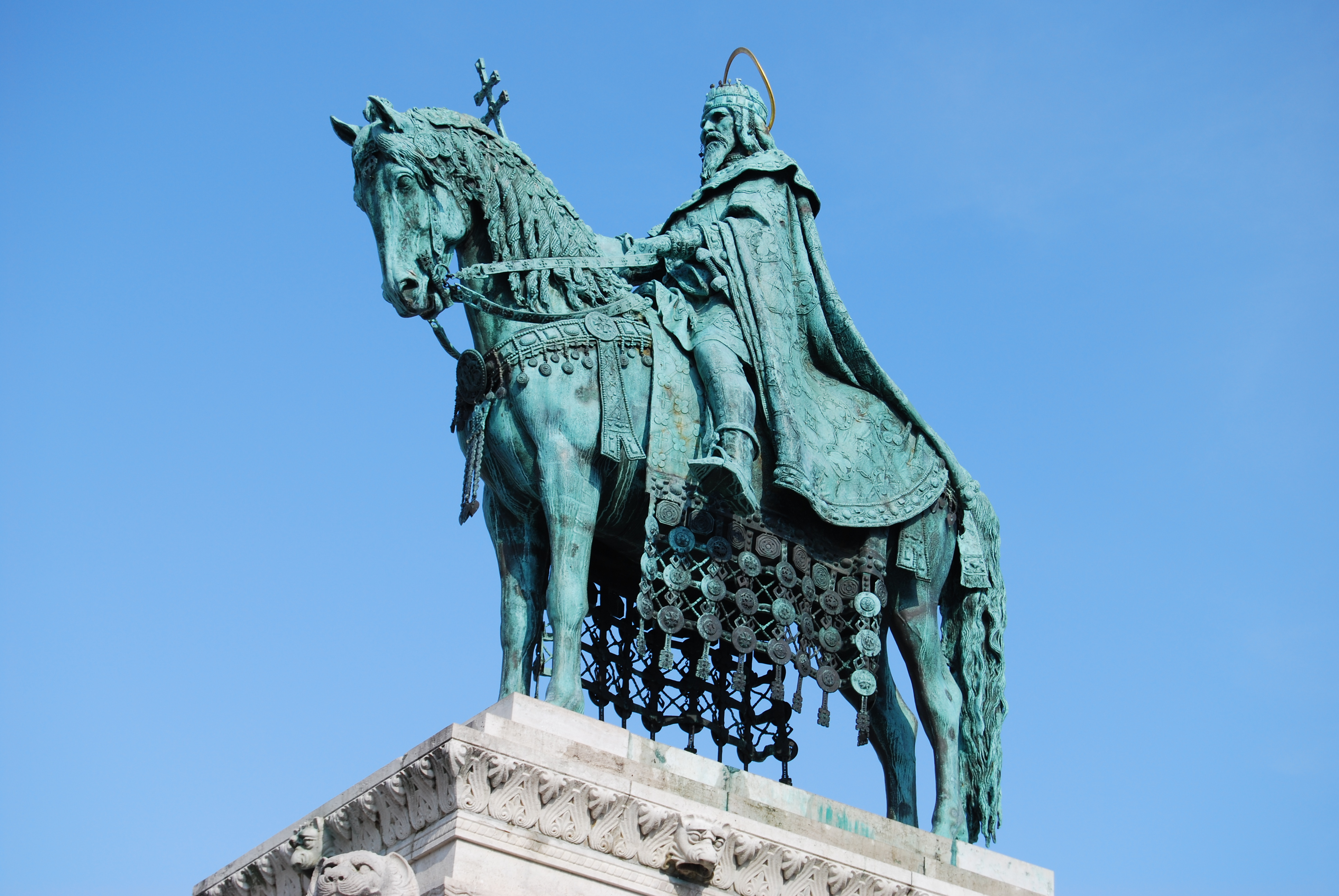
Detailní pohled na sochu sv. Štěpána

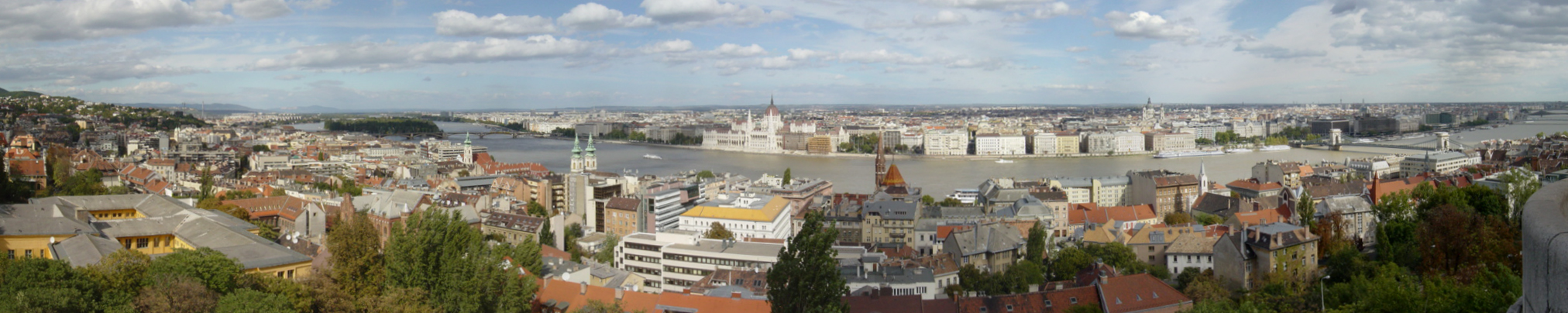
Panoramatický pohled na Budapešť z Rybářské bašty